# 胡壮麒
胡壮麒（1929年8月31日—2016年7月10日），上海人。材料学家，主要从事高温合金和非平衡合金研究。1952年毕业于沪江大学化学系。曾任中国科学院金属研究所学术委员会主任、高温合金与特种铸造研究室主任、快速凝固与非平衡合金国家重点实验室主任等职。中国科学院金属研究所研究员、博士生导师。1995年当选中国工程院院士。
在国外刊物发表473篇论文，国内452篇；出版6部专著，5部译著；获得17项专利；培养硕士22名，博士78名。
因病医治无效，于2016年7月10日17时整在沈阳逝世。
他夫人为陈文绣。

## 头衔
- 亚太材料科学院院士
- 英文版《材料科学与技术》主编
- 金属所学委会主任、高温合金与特种铸造研究室主任
- 快速凝固非平衡合金国家重点实验室主任
- 中国金属学会高温合金专业委员会副主任

## 荣誉
- 中国科学院宝洁优秀研究生导师奖
- 辽宁省劳动模范
- 辽宁省优秀专家
- 沈阳市荣誉优秀专家
- 2003年获何梁何利基金科学与技术进步奖